# 가로
가로(Horizontal)는 기하학적 개념 중 하나로, 옆으로 있는 길이를 말하는 것이다. 횡(橫)이라고도 한다.

## IT
IT에서 가로는 그림의 폭을 말하는 것이다. 영어로는 Width(너비)라고 한다.

## 같이 보기
- 세로

세로는 위이다